# Willem & Frieda: Roze Verzet
Willem & Frieda: Roze Verzet is een Nederlandse musical over de queer verzetshelden Willem Arondéus en Frieda Belinfante, die tijdens de Tweede Wereldoorlog deelnamen aan de beroemde aanslag op het Amsterdamse bevolkingsregister. De musical werd geproduceerd door OpusOne in samenwerking met theater DeLaMar en ging op 18 juli 2025 in première als onderdeel van het culturele programma rond Pride Amsterdam.
De voorstelling was te zien van 18 juli tot en met 10 augustus 2025 in de Mary Dresselhuyszaal van het DeLaMar Theater in Amsterdam.
Hoofdrolspelers Freek Bartels en Kim van Zeben, beiden queer en afkomstig uit de kunstwereld, vertolken respectievelijk Willem Arondéus en Frieda Belinfante. Beiden omschrijven hun rol als “misschien wel de rol van hun leven” vanwege de persoonlijke raakvlakken met de personages.

## Verhaal
De musical speelt zich af in 1949 in Orange County, Californië, waar Frieda Belinfante woont met haar vriendin Ivy Fraser. Teleurgesteld in haar geboorteland Nederland probeert Frieda haar leven als celliste en dirigente opnieuw op te bouwen. Haar verleden lijkt ver weg, totdat Willem Arondéus, haar vriend uit het verzet, verschijnt als personificatie van haar herinneringen.
Hoewel Willem in de oorlog is geëxecuteerd, confronteert hij Frieda met hun gezamenlijke geschiedenis en het gevaar dat hun verhaal vergeten wordt. Hij dringt erop aan dat ook hun namen worden genoemd als verzetshelden: niet alleen die van Gerrit van der Veen, die na de oorlog wel publieke erkenning kreeg.
In een reeks flashbacks wordt het verhaal van de aanslag op het Amsterdamse bevolkingsregister op 27 maart 1943 ontvouwd, waarbij Frieda en Willem samenwerkten met een kunstenaarsgroep in het verzet. Door de combinatie van historische feiten, persoonlijke herinneringen en theatrale verbeelding, werpt de musical een nieuw licht op hun vriendschap, queer identiteit en rol als kunstenaars in het verzet.
De musical toont ook de persoonlijke worstelingen van beide hoofdpersonen: Belinfante als vrouw en lesbienne in een mannenwereld en Arondéus als openlijk homoseksuele kunstenaar in een vijandige samenleving.

## Achtergrond
De musical is gebaseerd op ware gebeurtenissen uit de Tweede Wereldoorlog. Op 27 maart 1943 pleegden Willem Arondéus, Gerrit van der Veen en anderen een van de grootste verzetsdaden van Nederland: de aanslag op het bevolkingsregister in Amsterdam. Het doel was om de persoonsbewijzen van ongeveer 70.000 Joodse inwoners te vernietigen om deportatie te voorkomen.
Hoewel de aanslag deels slaagde, werd de groep kort daarna verraden. Bij het proces werd de homoseksualiteit van sommige leden expliciet aangehaald als beschuldigingsgrond of diskrediet. Willem Arondéus nam de volledige verantwoordelijkheid op zich en werd op 1 juli 1943 geëxecuteerd. Arondéus zou tegen zijn advocaat Lau Mazirel gezegd hebben:
“Laat de wereld weten dat homoseksuelen geen lafaards zijn. Dat zij niet minder moedig zijn dan wie dan ook.”
Frieda Belinfante mocht als enige vrouw niet deelnemen aan de aanslag, maar speelde een belangrijke rol in de voorbereiding. Zij wist te ontsnappen door zich als man te vermommen. Via Zwitserland kwam zij uiteindelijk in de Verenigde Staten terecht, waar zij haar carrière als dirigente voortzette. Ze richtte haar eigen orkest op, maar ondervond sociale en professionele tegenwerking vanwege haar seksuele oriëntatie. Uiteindelijk verloor ze haar orkest en gaf ze alleen nog les. Toch bleef ze haar flamboyante zelf, wat zij en anderen zagen als een vorm van zelfbescherming.
Zowel Arondéus als Belinfante waren openlijk homoseksueel, iets wat in hun tijd uitzonderlijk was. Mede daardoor kregen zij lange tijd geen publieke erkenning voor hun verzetswerk. Pas veel later werden hun verhalen opnieuw verteld, onder meer in biografieën en documentaires, waaronder Willem and Frieda: Defying the Nazis (2023) van Stephen Fry, de biografie over Frieda Belinfante (2015) van Toni Boumans en de biografie over Willem Arondéus (2003) van Rudi van Dantzig.

## Bezetting
| Rol                         | Willem & Frieda: Roze Verzet (juli – augustus 2025)     | Ensemble / alternate / understudy         |
| --------------------------- | ------------------------------------------------------- | ----------------------------------------- |
| Willem Arondéus             | Freek Bartels                                           | -                                         |
| Frieda Belinfante           | Kim van Zeben                                           | -                                         |
| Sjoerd Bakker               | Sem van der Hijden                                      | -                                         |
| Ivy Fraser / Guusje Rübsaam | Julia Herfst                                            | -                                         |
| Gerrit van der Veen         | Lars Mak                                                | -                                         |
| Ensemble                    | Winter Twilt, Tobias Bodewitz, Josephine van Waesberghe | Jaap Stoop, Chimène van Dijk, Lois Senger |

## Creatives
- Regie en script: Daniël Cohen
- Muziek: Job Greuter
- Muzikale leiding: Ezra van Nassauw
- Band: Coen Kaldeway, Tim Brandsen, Astrid Reijnders
- Choreografie: Roy Jonathans
- Vormgeving en styling: Timo Arling
- Lichtontwerp: Nick Zwolsman
- Geluidsontwerp: Mink Zuurveld
- Posterbeeld: Liza Kollau
- Visagie: Britt Voorhuis
- Producent: OpusOne i.s.m. DeLaMar Theater

## Liedjes
De musical bevat originele muziek gecomponeerd door Job Greuter. Een volledige lijst met liedjes is (nog) niet publiekelijk beschikbaar.